# 마크롤라이드

에리스로마이신. 고리 구조(락톤)는 왼쪽 위에 그려져 있다.

클래리스로마이신

록시스로마이신

마크롤라이드(영어: macrolide)는 거대고리 락톤 구조와 하나 이상의 디옥시당(주로 클라디노오스, 데소사민)으로 구성된 천연물의 한 종류이다. 락톤 고리는 보통 14, 15, 또는 16개의 탄소로 이루어져 있다. 마크롤라이드는 천연물 중에서도 폴리케타이드에 속한다. 일부 마크롤라이드는 항균, 항진균 활성을 가져 약물로 이용된다. 라파마이신도 마크롤라이드의 일종이며 원래는 항진균제로 개발되었으나, 현재는 면역억제제로 쓰이고 있으며 수명 연장의 가능성이 있다고 하여 연구가 이루어지고 있다.
마크롤라이드는 균을 완전히 죽이는 살균보다는 세균의 성장을 억제하는 정균 작용을 보인다.

## 정의
일반적으로 탄소 8개 이상의 고리 구조를 가지는 모든 거대고리 락톤은 마크롤라이드로 분류될 후보군에 속한다. 거대고리에는 아미노 질소, 아마이드 질소(고리형 펩타이드와는 구분이 필요), 옥사졸 고리, 티아졸 고리 등이 포함되어 있을 수 있다. 벤젠 고리는 탄닌과의 구별을 위해 제외된다. 안사마이신 계열과 같이 락톤이 아닌 락탐이 포함된 경우 역시 제외된다. 12~16개의 탄소로 구성된 거대고리뿐 아니라 타크로리무스처럼 더 큰 고리를 가져도 마크롤라이드에 포함된다.

## 의학적 사용
마크롤라이드계 항생제는 폐렴구균(Streptococcus pneumoniae) 등의 그람 양성균이나 백일해균(Bordetella pertussis), 헤모필루스 인플루엔자(Haemophilus influenzae)와 같은 일부 제한된 종류의 그람 음성균으로 인한 감염 치료에 사용된다. 마크롤라이드가 항미생물 활성을 가지는 범위는 페니실린보다 약간 넓으므로, 페니실린 알레르기가 있는 환자에서 마크롤라이드가 흔히 대체품으로서 쓰인다. 베타 용혈성 연쇄상구균, 폐렴구균, 포도상구균, 엔테로코커스가 마크롤라이드에 보통 감수성을 보인다. 페니실린과 달리 마크롤라이드는 레지오넬라 뉴모필라(Legionella pneumophila), 미코플라스마, 미코박테리아, 일부 리케차, 클라미디아 등에도 효과적이라고 알려져 있다.
말이나 토끼와 같이 반추동물이 아닌 초식동물에게는 마크롤라이드를 사용하지 않는데, 이는 마크롤라이드가 이 동물들에서 치명적인 소화계 장애를 일으키는 작용을 빠르게 일으키기 때문이다. 1세 미만의 말에서는 사용할 수 있으나 다른 말이 마크롤라이드와 접촉하지 않도록 주의해야 한다.
정제, 캡슐, 주사, 국소 투여 등 다양한 방식으로 투여할 수 있다.

## 작용 기전

### 항균
마크롤라이드는 단백질 합성 억제제이다. 마크롤라이드의 작용 기전은 세균의 단백질 생합성을 억제하는 것으로, 펩티딜 트랜스퍼레이스가 tRNA에 붙어 있는 신장 중인 펩타이드를 다음 아미노산에 붙이지 못하도록 막는다. 이는 클로람페니콜의 작용 기전과 유사하다. 또 다른 가능한 기전은 펩티딜-tRNA가 리보솜으로부터 빠르게 떨어져 나오도록 만드는 것이다.
마크롤라이드는 세균 리보솜의 50S 소단위체의 P자리에 가역적으로 결합하여 번역 억제를 일으킨다. 이 작용은 정균성이라고 생각된다. 특히 마크롤라이드는 백혈구 내에 농축되어 감염 부위로 운송된다.

## 내성
세균이 마크롤라이드에 대한 내성을 획득하는 주된 방법은 세균 23S 리보솜 RNA의 번역후 메틸화이다. 이러한 내성은 플라스미드 매개로 획득하거나 돌연변이 등을 통해 얻을 수 있으며 마크롤라이드, 린코사마이드, 스트렙토그라민에 대한 교차 내성으로 이어진다.

## 상호작용
콜히친과 함께 투여하면 콜히친 독성이 나타날 수 있으니 마크롤라이드와 콜히친을 함께 투여하면 안된다. 콜히친 독성의 증상으로는 위장관계 불편감, 발열, 근육통, 범혈구감소증, 장기 부전 등이 있다.

## 역사
가장 처음 발견된 마크롤라이드는 에리스로마이신으로 1952년 처음 사용되었다. 에리스로마이신은 페니실린 알레르기나 내성 질환이 있는 환자에서 페니실린의 대체품으로 널리 쓰였다. 아지트로마이신, 클래리스로마이신과 같은 이후의 마크롤라이드는 에리스로마이신에 화학적인 변화를 주어 개발되었다. 에리스로마이신은 사용한 환자 다수에서 위장관계 부작용을 일으켰는데, 이 두 물질들은 몸에 더 쉽게 흡수되고 부작용은 적도록 설계되었다.